# Almensilla (kommunhuvudort)
Almensilla är en kommunhuvudort i Spanien.   Den ligger i provinsen Provincia de Sevilla och regionen Andalusien, i den sydvästra delen av landet, 400 km sydväst om huvudstaden Madrid. Almensilla ligger 51 meter över havet och antalet invånare är 4 883.
Terrängen runt Almensilla är platt. Runt Almensilla är det ganska tätbefolkat, med 192 invånare per kvadratkilometer. Närmaste större samhälle är Sevilla, 14,5 km nordost om Almensilla. Trakten runt Almensilla består till största delen av jordbruksmark.